# Ubenide
Ubenide est une des huit circonscriptions électorales de Nauru. C'est la seule circonscription électorale de Nauru à ne pas porter le nom d'un des districts.

## Géographie

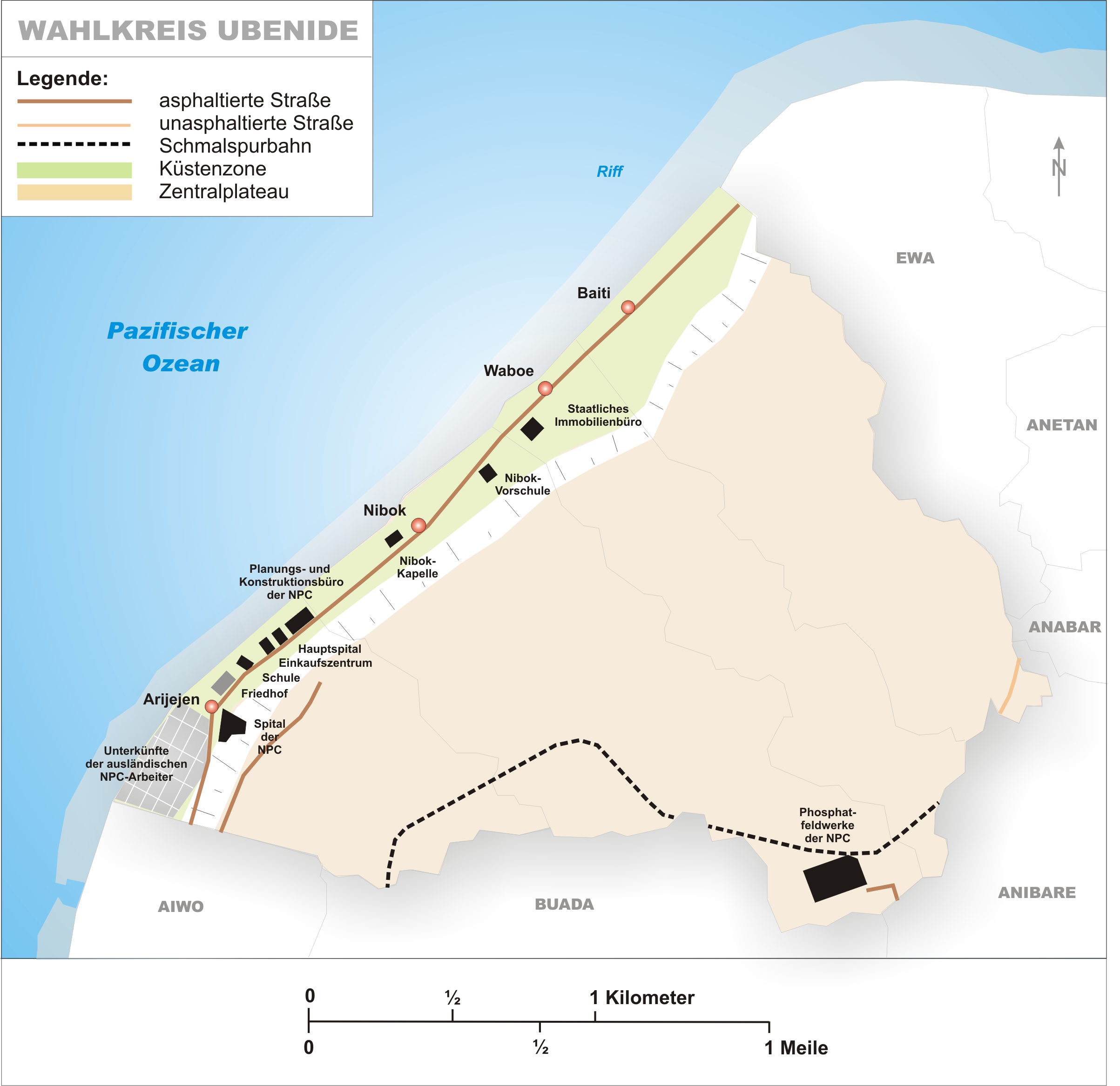
Carte de la circonscription électorale d'Ubenide

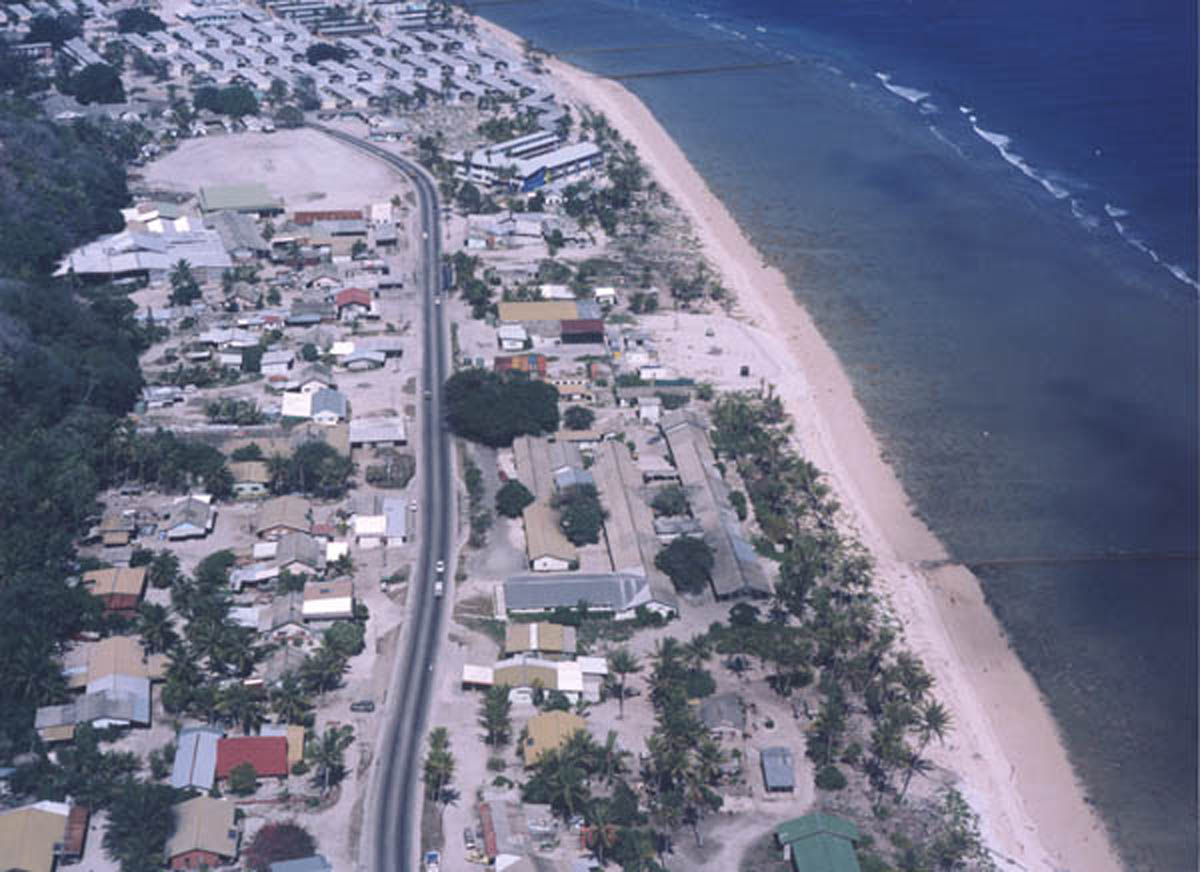
Vue aérienne de la zone côtière des districts de Denigomodu et Nibok

Ubenide se trouve dans l'Ouest de l'île de Nauru. Il est bordé par l'océan Pacifique au nord-ouest et par les districts d'Ewa au nord-est, Anabar et Anibare au sud-est, Buada au sud et Aiwo au sud-ouest.

## Infrastructures
Ubenide abrite sur son territoire de nombreuses infrastructures : une partie de la voie ferrée de l'île, la partie Nord des logements des employés immigrés de la Republic of Nauru Phosphate Corporation, l'hôpital de la NPC, le centre de planification de la NPC, un cimetière, une école, un centre commercial, le stade Denig l'hôpital public, la station météorologique, les ateliers de la RONPHOS sur le plateau et le Conseil local du gouvernement.

## Population
Ubenide est peuplé de 3 327 habitants avec une densité de population de 739,3 hab/km2.

## Circonscription électorale
La circonscription électorale d'Ubenide est formée des districts de Baiti, Denigomodu, Nibok et Uaboe. Elle est la seule à fournir quatre élus au Parlement de Nauru (au lieu de deux) au terme des élections législatives du fait de sa population.
| Candidat            | Valeur des votes |
| ------------------- | ---------------- |
| David Adeang        | 254,302          |
| Russell Kun         | 204,702          |
| Fabian Ribauw       | 196,019          |
| Derog Gioura        | 188,600          |
| Valdon Dowiyogo     | 185,348          |
| Jesaulenko Dowiyogo | 172.623          |
| Robbie Detudamo     | 169,231          |
| Ellington Dowabobo  | 160,906          |
| Alf Itsimaera       | 156.861          |
| Rarube Itsimaera    | 139,237          |
| Aloysius Amwano     | 137,694          |
| Joseph Hiram        | 137,209          |
| Renos Agege         | 132,166          |
| Lui Eoaeo           | 114,892          |
| Dempsey Keppa       | 114,462          |
| Francis Amram       | 110,474          |
| Cecilia Giouba      | 108,958          |
| Gwaine Dekarube     | 108,688          |
| Vincent Scotty      | 105,073          |

| Candidat           | Valeur des votes |
| ------------------ | ---------------- |
| David Adeang       | 343,183          |
| Fabian Ribauw      | 308,237          |
| Frederick Pitcher  | 254,332          |
| Valdon Dowiyogo    | 231,298          |
| Aloysius Amwano    | 213,955          |
| Alf Itsimaera      | 212,395          |
| Ellington Dowabobo | 174,727          |
| Russell Kun        | 166,072          |
| Francis Amram      | 159,408          |
| Celestine Eoaeo    | 156,336          |
| Derog Gioura       | 154,428          |
| Anthony Garabwan   | 149,513          |
| Joseph Hiram       | 147,317          |
| Francis Deireragea | 144,278          |
| Dempsey Keppa      | 141,770          |
| Renos Agege        | 137,293          |
| Arde Bam           | 135,200          |